# ویانا (آنگولا)

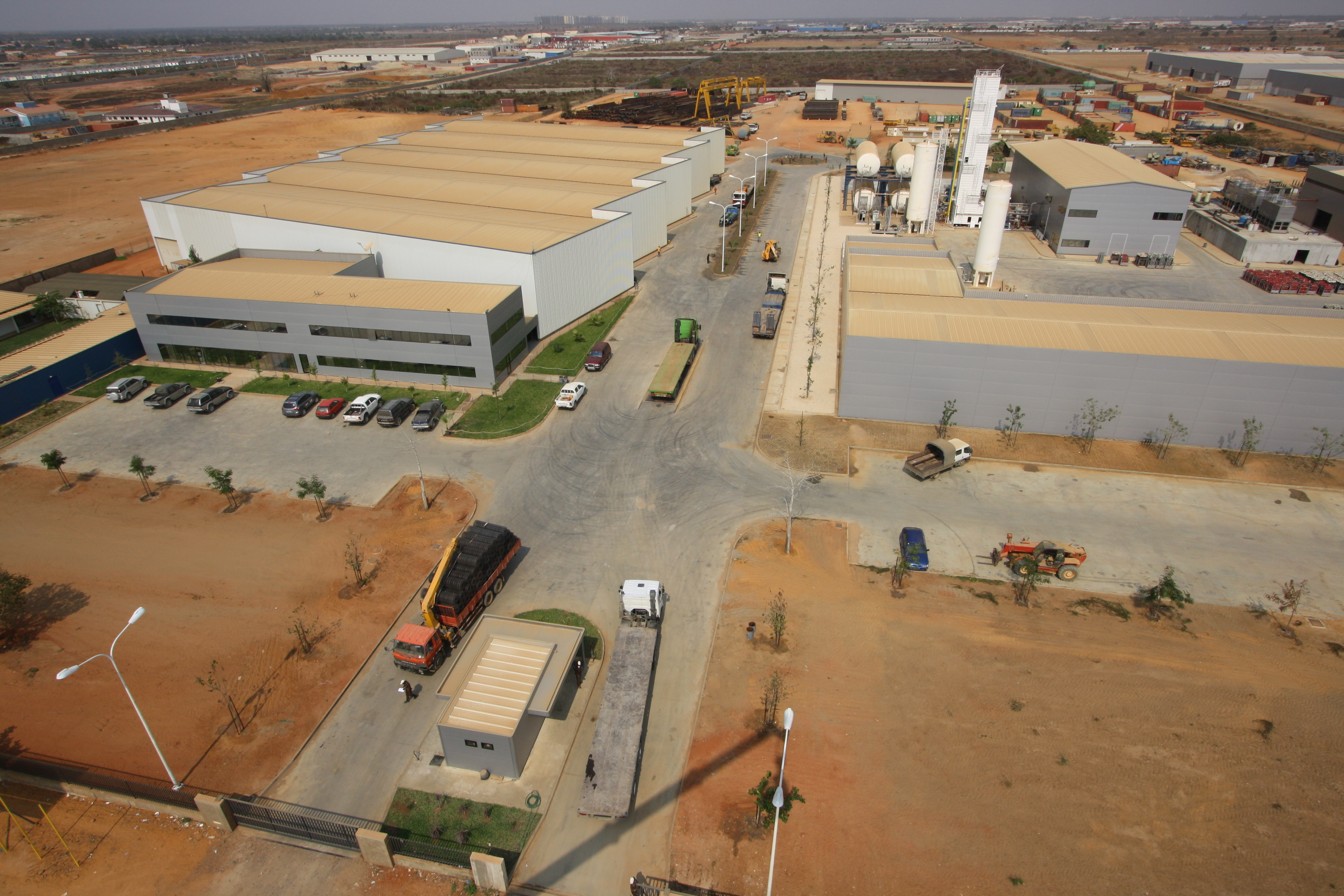
احتمالا درست است و ویانا است

ویانا (به انگلیسی: Viana) شهری در استان لواندا واقع در کشور آنگولا است که در سال ۲۰۰۹ میلادی نفر جمعیت داشته است.